# 8 Batalion Strzelców Celnych
8 Batalion Strzelców Korpusu Górniczego – ochotnicza polska formacja wojskowa powołana w czasie powstania listopadowego.
Oddział został utworzony w styczniu 1831 w województwie Sandomierskim i Krakowskim.

## Bitwy i potyczki
- Puławy (26 lutego i 2 marca 1831)[2]